# Liste der Baudenkmale in Breydin
Die Liste der Baudenkmale in Breydin enthält alle Baudenkmale der brandenburgischen Gemeinde Breydin und ihrer Ortsteile. Grundlage ist die Landesdenkmalliste mit dem Stand vom 31. Dezember 2020. Die Bodendenkmale sind in der Liste der Bodendenkmale in Breydin aufgeführt.

## Baudenkmale in den Ortsteilen
In den Spalten befinden sich folgende Informationen:
- ID-Nr.: Die Nummer wird vom Brandenburgischen Landesamt für Denkmalpflege vergeben. Ein Link hinter der Nummer führt zum Eintrag über das Denkmal in der Denkmaldatenbank. In dieser Spalte kann sich zusätzlich das Wort Wikidata befinden, der entsprechende Link führt zu Angaben zu diesem Denkmal bei Wikidata.
- Lage: die Adresse des Denkmales und die geographischen Koordinaten. Link zu einem Kartenansichtstool, um Koordinaten zu setzen. In der Kartenansicht sind Denkmale ohne Koordinaten mit einem roten beziehungsweise orangen Marker dargestellt und können in der Karte gesetzt werden. Denkmale ohne Bild sind mit einem blauen bzw. roten Marker gekennzeichnet, Denkmale mit Bild mit einem grünen beziehungsweise orangen Marker.
- Bezeichnung: Bezeichnung in den offiziellen Listen des Brandenburgischen Landesamtes für Denkmalpflege. Ein Link hinter der Bezeichnung führt zum Wikipedia-Artikel über das Denkmal.
- Beschreibung: die Beschreibung des Denkmales
- Bild: ein Bild des Denkmales und gegebenenfalls einen Link zu weiteren Fotos des Baudenkmals im Medienarchiv Wikimedia Commons

### Klobbicke
| ID-Nr.   | Lage   | Bezeichnung | Beschreibung | Bild           |
| -------- | ------ | ----------- | --- | -------------- |
| 09175308 | (Lage) | Kirche      | Die Kirche wurde in der Mitte des 13. Jahrhunderts erbaut, nach der Reformation wurde die Gemeinde evangelisch. Den Kirchturm erhielt das Kirchengebäude erst 1904/1905. Der Altaraufsatz im Inneren stammt aus dem Jahre 1630. Die Kanzel, ebenfalls aus dem Jahr 1630, wird von einer Mosesfigur getragen. | weitere Bilder |

### Trampe
| ID-Nr.            | Lage                        | Bezeichnung                    | Beschreibung | Bild                           |
| ----------------- | --------------------------- | ------------------------------ | --- | ------------------------------ |
| 09175302 Wikidata | Dorfstraße (Lage)           | Kirche                         | Die Kirche entstand im 13. Jahrhundert. In den Jahren 1768 bis 1770 wurde sie umgebaut. Von 1888 bis 1889 wurde der Turm errichtet. Im Inneren befindet sich ein Taufstein aus dem Jahre 1829. | weitere Bilder                 |
| 09175306          | Dorfstraße (Lage)           | Gutspark mit Burgruine         | In dem Gutspark mit alten Bäumen befindet sich die Ruine der Burg Breydin, diese stammt wahrscheinlich aus dem 13. Jahrhundert.                                                                | weitere Bilder                 |
| 09175303          | Dorfstraße 53 (Lage)        | Erweiterungsbau des Gutshauses | | Erweiterungsbau des Gutshauses |
| 09175304          | Dorfstraße 54 (Lage)        | Gutsarbeiterreihenhaus         | | Gutsarbeiterreihenhaus         |
| 09175305          | Eberswalder Straße 2 (Lage) | Gutsarbeiterreihenhaus         | | Gutsarbeiterreihenhaus         |

### Tuchen
| ID-Nr.   | Lage                  | Bezeichnung | Beschreibung | Bild           |
| -------- | --------------------- | ----------- | --- | -------------- |
| 09175307 | Kirchstraße 12 (Lage) | Kirche      | Die evangelische Kirche wurde von 1711 bis 1718 erbaut. Das Kirchenschiff ist mit einer Balkendecke abgeschlossen, die Empore besitzt eine Hufeisenform. | weitere Bilder |